# Марка Анкона
Марка Анкона је била једна од четири покрајине Папске државе основане од стране папе Иноћентија III 1210. године. Окупирана је током Француских револуционарних ратова, а 1860. године прикључена је Краљевини Италији.

## Историја
Анконска марка формирана је спајањем територијама византијског Пентаполиса (сама Анкона била је део Пентаполиса) и Марке Фермо. Маркиз је током византијске владавине био представник цара, настањен у Анкони. Анкона је потом дошла под власт папе. Папска власт била је само формална и огледала се у исплати годишњег трибута папској каси од стране општина Марке Анконе. Сам град Анкона није био под влашћу цркве већ је папски гувернер боравио у Ферму. Године 1278. документовано је присуство ректора, координатора активности гувернера који је био у директном контакту са папом. Папа је средином 14. века покушао да стави Анкону под чвршћу власт католичке цркве што се огледа у помињању Анконе у Liber Constitutionum Sanctae Matris Ecclesiae, некој врсти устава Папске државе из 1357. године. Границе Анконе поменуге у овом делу поклапају се са територијама пет највећих градова који су чинили Марку (Анкона, Урбино, Камерино, Фермо и Асколи). Осредњих градова било је 22, а малих 26. Највећа је била Анкона. Од 1433. до 1447. године Анкона је под влашћу Франческа Сфорце (1401-1466) након чега ју је окупирао папа Евгеније IV. Папа је владао са титулом маркиза. Историја Марке у наредном периоду повезана је са историјом Папске државе. У 16. веку поморска Република Анкона доживљава свој крај (1532). Војводство Урбино нестаје изумирањем династије Дела Ровере (1631). Анкона, као и читава Италија, губи независност током Француских револуционарних и Наполеонових ратова. Независност је поново стекла на Бечком конгресу 1815. године. Године 1860. постала је део Краљевине Италије.